# Coccophagus pseudopulvinariae
Coccophagus pseudopulvinariae är en stekelart som beskrevs av Li 1996. Coccophagus pseudopulvinariae ingår i släktet Coccophagus och familjen växtlussteklar. Inga underarter finns listade i Catalogue of Life.